# Peterbos
Peterbos is een wijk in de Belgische gemeente Anderlecht in het Brussels Hoofdstedelijk Gewest. De wijk ligt in het noordwesten van de gemeente, tussen de wijken Scheutveld en de tuinwijk Moortebeek. Het is een van de grootste sociale woonwijken in het Brussels gewest. De woonwijk bestaat hoofdzakelijk uit hoogbouw. Peterbos ligt nabij het hoogste punt van de gemeente.

## Geschiedenis
Het gebied was tot het midden van de 20ste eeuw nog niet verstedelijkt. De verstedelijking van Brussel en Anderlecht reikte in het zuidoosten nog niet tot hier, met uitzondering van de tuinwijk Moortebeek net ten noordwesten.
In 1958 ging het sociale woningbouwproject Peterbos van start, met de bouw van 18 woontorens.
Het imago van de wijk leed in de eerste decennia van de 21ste eeuw sterk onder het geweld en de criminaliteit, en de wijk werd soms als een no-gozone bestempeld.

## Verkeer en vervoer
De oostrand van de wijk wordt gevormd door de Maria Groeninckx-De Maylaan (N290).
Aa · Biestebroek · Birmingham · Broek · Buffon · Dageraad (Aurore) · Goede Lucht (Bon Air) · Klein Eiland · Kuregem · Meir · Mijlemeers · Moortebeek · Neerpede · Peterbos · Poxcat · Het Rad · Scherdemaal · Scheut · Scheutveld · Veeweide · Vijverswijk · Vlazendaal · Vogelenzang · Waasbroek